# 糸魚川警察署
糸魚川警察署（いといがわけいさつしょ）は、新潟県警察が管轄する警察署の一つである。

## 管轄区域
- 糸魚川市

## 所在地
- 新潟県糸魚川市寺島2丁目6-1

## 沿革
- 1874年（明治7年）1月：糸魚川取締所（下級）を設置[1]。
- 1875年（明治8年）
  - 3月：高田警察署糸魚川出張所が設けられる[2]。
  - 5月：糸魚川出張所が警察所となり、名立 - 市振を管轄とする[2]。
- 1876年（明治9年）1月：糸魚川警察所が第6出張所と改まる[3]。
- 1878年（明治11年）4月：糸魚川警察署が青海分署とともに設置された[3]。
- 1912年（大正元年）9月25日：糸魚川町大町31に糸魚川警察署新庁舎が落成[4]。
- 1948年（昭和23年） - 警察法の施行により、国家地方警察西頸城地区警察署、自治体警察糸魚川町警察署、青海町警察署に分割
- 1951年（昭和26年）
  - 9月29日 - 糸魚川町自治体警察が閉庁[5]。
  - 10月1日 - 糸魚川地区警察署発足[5]。
- 1954年（昭和29年）7月1日 - 警察法改正により、新潟県警察糸魚川警察署となる[6]。
- 1958年（昭和33年） - 移転（旧庁舎跡は糸魚川市役所となった）[7]。
- 1981年（昭和56年）7月31日：現在地に新築移転[8]。

## 組織
- 警務課
- 会計課
- 生活安全課
- 地域課
- 刑事課
- 交通課
- 警備課

## 交番
- 能生交番（糸魚川市栄28）
- 青海交番（糸魚川市大字青海4648-2）
- 糸魚川駅前交番（糸魚川市大町1丁目7-8）
- 梶屋敷交番（糸魚川市大字田伏253-2）

## 駐在所
- 藤崎駐在所（糸魚川市大字藤崎4118-2）
- 槙駐在所（糸魚川市大字槇1291）
- 土塩駐在所（糸魚川市大字土塩1555-1）
- 根小屋駐在所（糸魚川市大字根小屋140-48）
- 市振駐在所（糸魚川市大字市振910-15）